# Gloria Zarza
Gloria Zarza Guadarrama (Zinacantepec, 20 de agosto de 1984) es una deportista mexicana que compite en atletismo adaptado. Ganó dos medallas en los Juegos Paralímpicos de Verano, plata en Tokio 2020, cuarto lugar en Brasil 2016 y oro en París 2024.
Fue diagnosticada con secuelas de polio con luxación de cadera, mientras que su incursión en el deporte la hizo los 28 años, inició con el básquetbol para continuar después con lanzamiento de disco, bala y jabalina.

## Trayectoria
Después de ganar su primer campeonato nacional se fue a participar en un Grand Prix a Alemania, donde dio la marca para participar en sus primeros Juegos Paralímpicos.
Participó en los Juegos Paralímpicos Río 2016, en los que se quedó en el cuarto sitio sin oportunidad de medalla, mientras que durante los Juegos Paralímpiocos Tokio 2020 en la final de impulso de bala, clase F54, se adjudicó la presea de plata, con 8.06 metros, su mejor marca personal para el momento. 
Fue reconocida con el Premio Estatal del Deporte 2021 del Estado de México.
Aseguró su pase a los Juegos Paralímpicos de París 2024 al obtener el oro en el Campeonato Mundial de Para Atletismo realizado en Kobe, Japón con un lanzamiento de 8.04 metros.Ya en los juegos, logró subir a lo más alto del podio, ganando la medalla de oro mejorando su marca con una distancia de 8.06m.

## Palmarés internacional
| Juegos Paralímpicos | Juegos Paralímpicos | Juegos Paralímpicos | Juegos Paralímpicos |
| Año                 | Lugar               | Medalla             | Prueba              |
| ------------------- | ------------------- | ------------------- | ------------------- |
| 2020                | Tokio (Japón)       | Medalla de plata    | Peso F54            |
| 2024                | París (Francia)     | Medalla de oro      | Peso F54            |